# Азбестит
Азбести́т (рос. асбестит, англ. asbestite, нім. Asbestpackung, Asbestpappe, Asbestit) — теплоізоляційний матеріал з короткого азбестового волокна. Найширше застосовували у теплотехніці. Канцерогенний.